# SDC San Antonio
Sociedad Deportiva Cultural San Antonio war ein spanischer Handballverein aus der Stadt Pamplona. In den 1990er Jahren etablierte sich der Verein in der spanischen Liga ASOBAL, um sich im neuen Jahrhundert zu einer der besten Mannschaften der Welt aufzuschwingen. Die Handballer um Trainer Francisco Equísoain gewannen zweimal den spanischen Meistertitel (2002, 2005) und zweimal den spanischen Pokalwettbewerb (1999, 2001). Auch international war der Verein sehr erfolgreich. 2001 setzte man sich mit dem Gewinn der Champions League die Krone des europäischen Handballs auf. Zwei weitere Finalteilnahmen (2003, 2006) stehen ebenso auf dem Konto wie zwei Erfolge im Europapokal der Pokalsieger (2000, 2004) sowie der Gewinn der Vereins-EM im Jahre 2000. Im April 2013 wurde der Verein liquidiert, nachdem die Schulden in Höhe von 2,8 Millionen Euro nicht mehr beglichen werden konnten.

## Namenswechsel
Der Verein war auch unter dem Namen seines aktuellen Hauptsponsors bekannt. Von 1997 bis 2009 wurde San Antonio von Portland, einer Zementfabrik, gesponsert.  Zur Saison 2009/10 folgte der Wechsel zu Reyno de Navarra, 2010/11 zu AMAYA Sport.

## Erfolge
- Spanische Meisterschaft: 2002, 2005
- Copa del Rey de Balonmano: 1999, 2001
- EHF Champions League: 2001
- Europapokal der Pokalsieger: 2000, 2004
- EHF Champions Trophy: 2000

## Bekannte Persönlichkeiten
- Ivano Balić
- Ion Belaustegui
- Dirk Beuchler
- Lasse Boesen
- Alexandru Buligan
- Arnaud Calbry
- Davor Dominiković
- Francisco Javier Equisoain (Spieler und Trainer)
- Mateo Garralda
- Gedeón Guardiola
- José Hombrados
- Kasper Hvidt
- Michail Jakimowitsch
- Nedeljko Jovanović
- Lars Jørgensen
- Kristian Kjelling
- Venio Losert
- Demetrio Lozano
- Oleg Lvov
- Alberto Martín
- Valter Matošević
- Jackson Richardson
- Albert Rocas
- Tomas Svensson
- Renato Vugrinec